# Pyrenees (Parque España-Shima Spain Village)
Pour les articles homonymes, voir Pyrénées (homonymie).
Pyrenees sont des montagnes russes inversées de Parque España-Shima Spain Village, situé au Japon.

## Statistiques
- Trains : 8 wagons par train. Les passagers sont placés par 4 de front par rangée pour un total de 32 passagers par train.